# Cases barates d'Amposta
Les cases barates d'Amposta són un conjunt protegit com a bé cultural d'interès local.

## Descripció
Es tracta d'un grup de cases d'habitatge. La planta és regular als tres conjunts d'edificis i a la major part d'ells per separat. De fora, les cases s'agrupen juntes, situades a banda i banda de tres carrers:

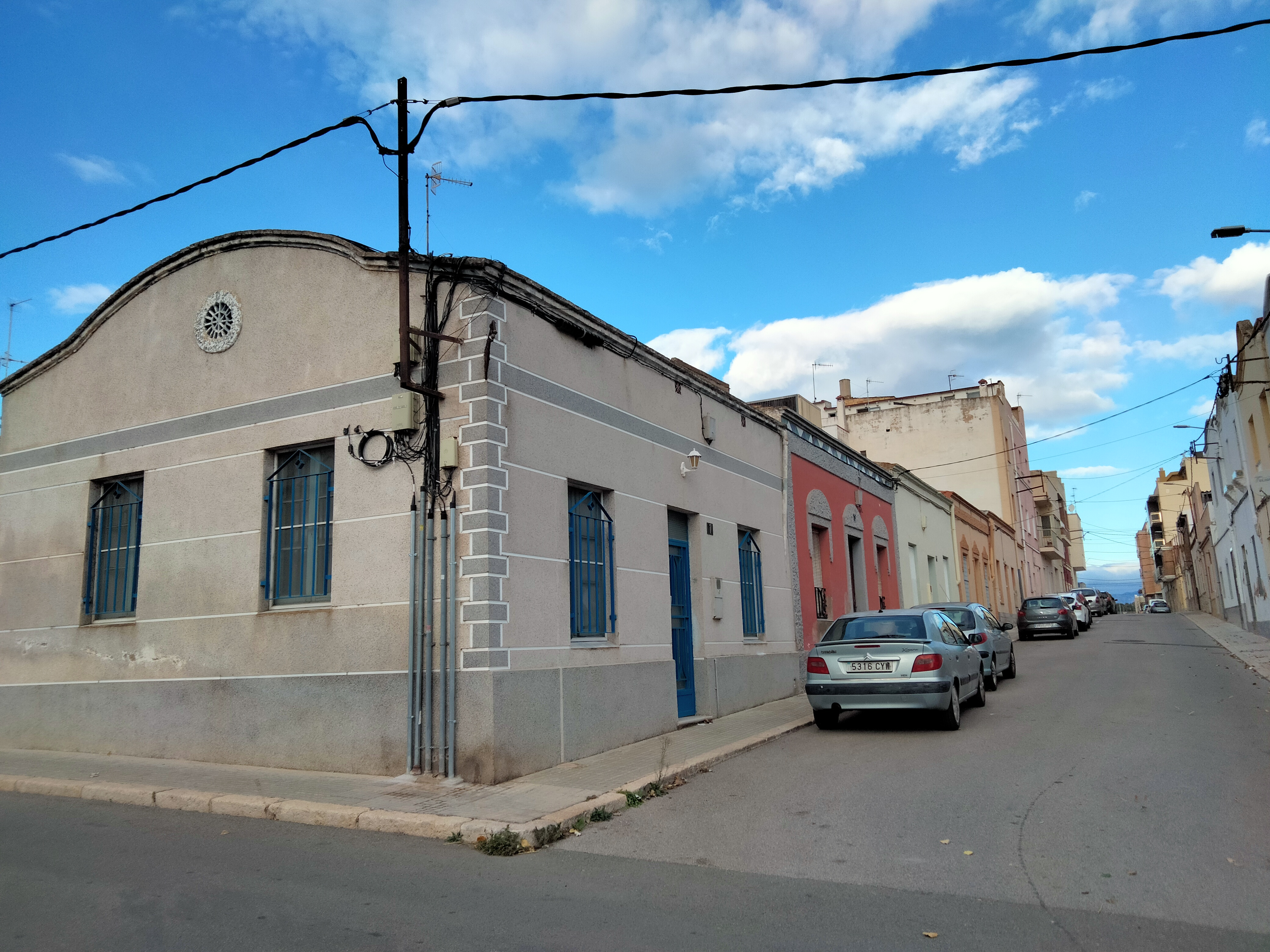
Cases barates del carrer del Doctoral Martínez

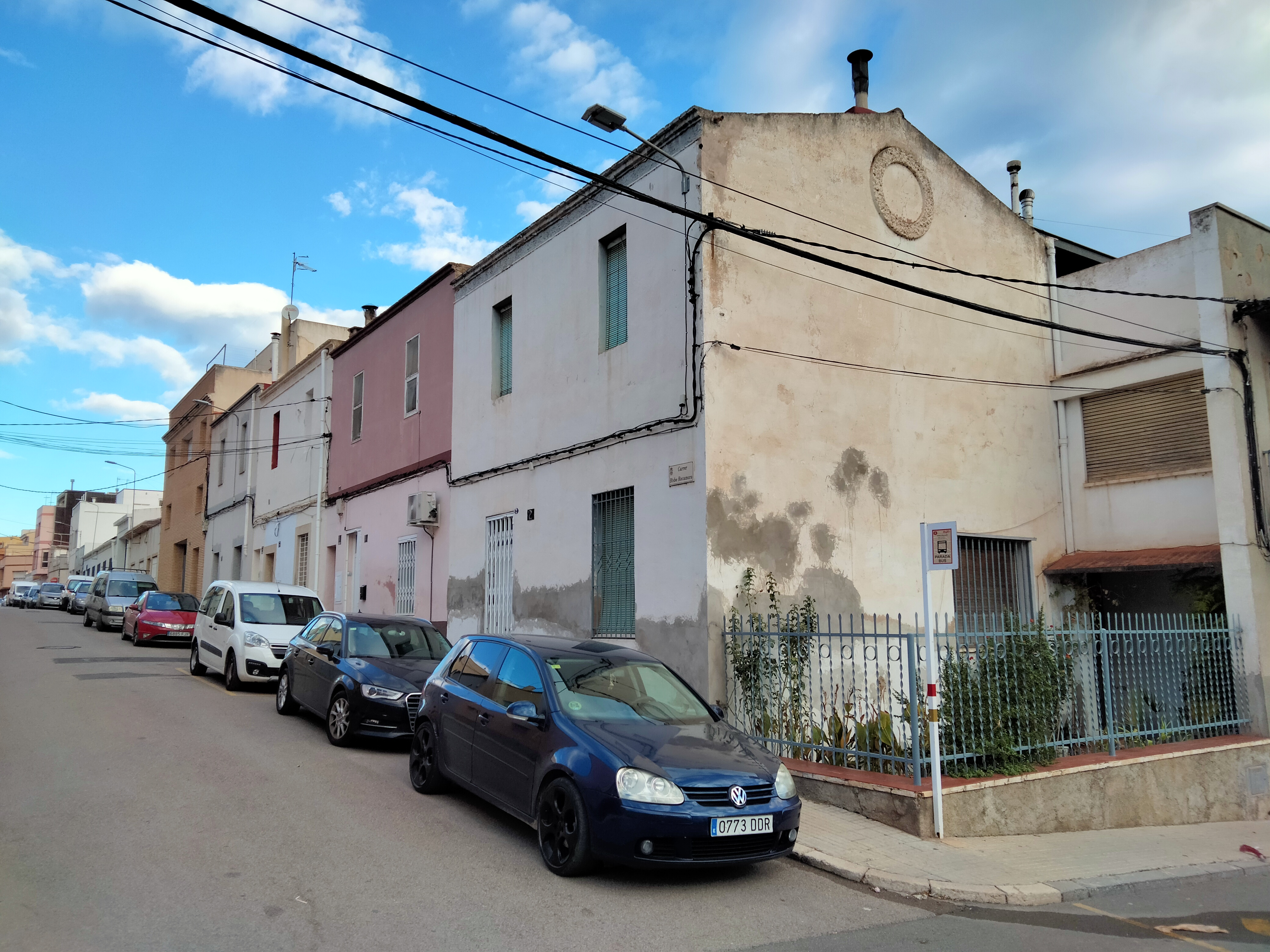
Cases barates del carrer del Bisbe Rocamora

Les cases del carrer Governador Sol són sis a banda i banda. Cada dues, s'eleva la seva alçada en relació amb les anteriors degut al pendent que fa el carrer; totes les cases disposen d'un pati posterior i tenen una planta baixa, teulada a dues aigües i presenten la mateixa organització, amb façana simètrica -excepte la primera casa que dona al Carrer García Valiño-. Els elements unitaris són: la porta central amb una finestra a cada costat i cornisa amb permòdols. Els elements distintius: el coronament de porta i finestres fetes amb formes rectes, totes pintades amb colors diferents.
Les cases del carrer Doctoral Martínez són cinc a banda i banda. També tenen pati i teulada a dues a aigües, però les de l'esquerra són d'una planta, esglaonades d'una en una, mentre que les de la banda dreta ho fan de dues en dues. Així mateix, tenen diferent organització ornamental a la façana, destacant les terrasses de la casa que dona al carrer García Valiño.
Les cases del carrer Bisbe Rocamora són set a banda i banda i disposen de planta baixa i pis a les cinc primeres de la banda dreta, també esglaonades d'una en una; i de planta baixa les dues darreres. La major part d'aquestes no tenen pati posterior, i al seu lloc hi ha altres cases diferents.

## Història
Construïdes per l'empenta del batlle Joan Palau i Miralles, es va encarregar de les obres la societat barcelonina "Fomento de la Propiedad" i van ser situades als terrenys coneguts per "Garroferalet de la Mare de Déu" i de l'antic fossar.
Les obres començaren el 1917, fent-se primer les cases del carrer Bisbe Rocamora afegint-li cada any un nou grup: el 1918 les del carrer Doctoral Martínez, el 1919 les del carrer Governador Sol.
Durant la guerra civil no van sofrir grans desperfectes i fins avui mantenen la seva tipologia i fesomia original.
Les edificacions annexes que completen les illes són posteriors a la guerra -algunes bastant actuals-, i no guarden cap relació tipològica amb les Cases Barates. L'ajuntament no deixa fer obres de transformació de l'exterior.
El 1995 una casa va ser enderrocada per tornar-la a edificar.